# く・せ・に・な・る (アルバム)
『く・せ・に・な・る』は、1996年7月1日にSONY RECORDSから発売された郷ひろみが31枚目のオリジナル・アルバム。

## 内容
前作『I miss you〜逢いたくてしかたない〜』からちょうど1年ぶりの作品。郷ひろみのアダルト・ミュージックの世界を確立した、魅力満載のアルバム。楽曲「く・せ・に・な・る」はアルバムとシングルでアレンジが違う。アルバムジャケットが印象的な郷の艶やかな世界をじっくりと味わえる一枚。

## 収録曲
1. く・せ・に・な・る（4:17）
作詞：夏目純
作曲：横山輝一
編曲：林有三,横山輝一
2. わかっちゃないよな（4:27）
作詞：松井五郎
作曲：羽田一郎
編曲：羽田一郎
3. もう・・・だめさ（4:58）
作詞：松井五郎, 郷ひろみ
作曲：荒木真樹彦
編曲：林有三
4. Don't leave you alone（5:06）
作詞：夏目純
作曲：都志見隆
編曲：山本健司
5. 爪を噛みたがる JEALOUSY（4:07）
作詞：松井五郎
作曲：尾関昌也
編曲：山本健司
6. 罪の景色（4:55）
作詞：夏目純
作曲：景家淳
編曲：山本健司
7. 裸の夢（4:22）
作詞：夏目純
作曲：尾関昌也
編曲：山本健司
8. 甘い束縛（5:13）
作詞：夏目純
作曲：横山輝一
編曲：林有三,横山輝一
9. こんなに好きなのに（4:50）
作詞：松井五郎
作曲：都志見隆
編曲：山本健司
10. どんなに君がはなれていたって（4:33）
作詞：松井五郎
作曲：都志見隆
編曲：山本健司
11. いつもそばに君がいた（4:30）
作詞：松井五郎
作曲：都志見隆
編曲：山本健司

## タイアップ
トリンプCMソング(#7)
朝日生命保険CMソング(#1, 4)
TBS系列愛の劇場枠ドラマ『ママは大ピンチ!!』主題歌(#10)
ロレックス専門店『エバンス青山店』CMソング(#8)
いすゞ自動車『フォワード』CMソング（#11）